# Chrono Gatineau 2010
La 1re édition du Chrono Gatineau a eu lieu le 12 juin 2010. La course fait partie du calendrier international féminin UCI 2010 en catégorie 1.2. L'épreuve est remportée par l'Américaine Evelyn Stevens.

## Classements

### Classement final
| \| Classement général \| Classement général \| Classement général \| Classement général \| Classement général \| \| Coureur \| Coureur \| Pays \| Équipe \| Temps \| \| ------------------ \| ------------------ \| ------------------ \| ------------------------------- \| ------------------ \| \| 1re \| Evelyn Stevens \| États-Unis \| HTC-Columbia Women \| 23 min 04 s \| \| 2e \| Linda Villumsen \| Nouvelle-Zélande \| HTC-Columbia Women \| + 12 s \| \| 3e \| Alison Tetrick \| États-Unis \| Tibco-To the Top \| + 44 s \| \| 4e \| Jessica Phillips \| États-Unis \| Colavita-Baci p/b Cooking Light \| + 1 min 01 s \| \| 5e \| Sue Schlatter \| Canada \| The Cyclery Racing \| + 1 min 03 s \| \| 6e \| Tara Whitten \| Canada \| \| + 1 min 03 s \| \| 7e \| Amber Neben \| États-Unis \| \| + 1 min 05 s \| \| 8e \| Anne Samplonius \| Canada \| \| + 1 min 14 s \| \| 9e \| Emilia Fahlin \| Suède \| HTC-Columbia Women \| + 1 min 19 s \| \| 10e \| Laura Brown \| Canada \| Canada \| + 1 min 24 s \| |                  |                  |                                 |              |
| |                  |                  |                                 |              |
| Source : Cycling Quotient |                  |                  |                                 |              |
| Classement général |                  |                  |                                 |              |
| Coureur | Coureur          | Pays             | Équipe                          | Temps        |
| 1re | Evelyn Stevens   | États-Unis       | HTC-Columbia Women              | 23 min 04 s  |
| 2e | Linda Villumsen  | Nouvelle-Zélande | HTC-Columbia Women              | + 12 s       |
| 3e | Alison Tetrick   | États-Unis       | Tibco-To the Top                | + 44 s       |
| 4e | Jessica Phillips | États-Unis       | Colavita-Baci p/b Cooking Light | + 1 min 01 s |
| 5e | Sue Schlatter    | Canada           | The Cyclery Racing              | + 1 min 03 s |
| 6e | Tara Whitten     | Canada           |                                 | + 1 min 03 s |
| 7e | Amber Neben      | États-Unis       |                                 | + 1 min 05 s |
| 8e | Anne Samplonius  | Canada           |                                 | + 1 min 14 s |
| 9e | Emilia Fahlin    | Suède            | HTC-Columbia Women              | + 1 min 19 s |
| 10e | Laura Brown      | Canada           | Canada                          | + 1 min 24 s |